# Mangganeura reticulata
Mangganeura reticulata är en insektsart som beskrevs av Ghauri 1967. Mangganeura reticulata ingår i släktet Mangganeura och familjen dvärgstritar. Inga underarter finns listade i Catalogue of Life.